# Astianacte

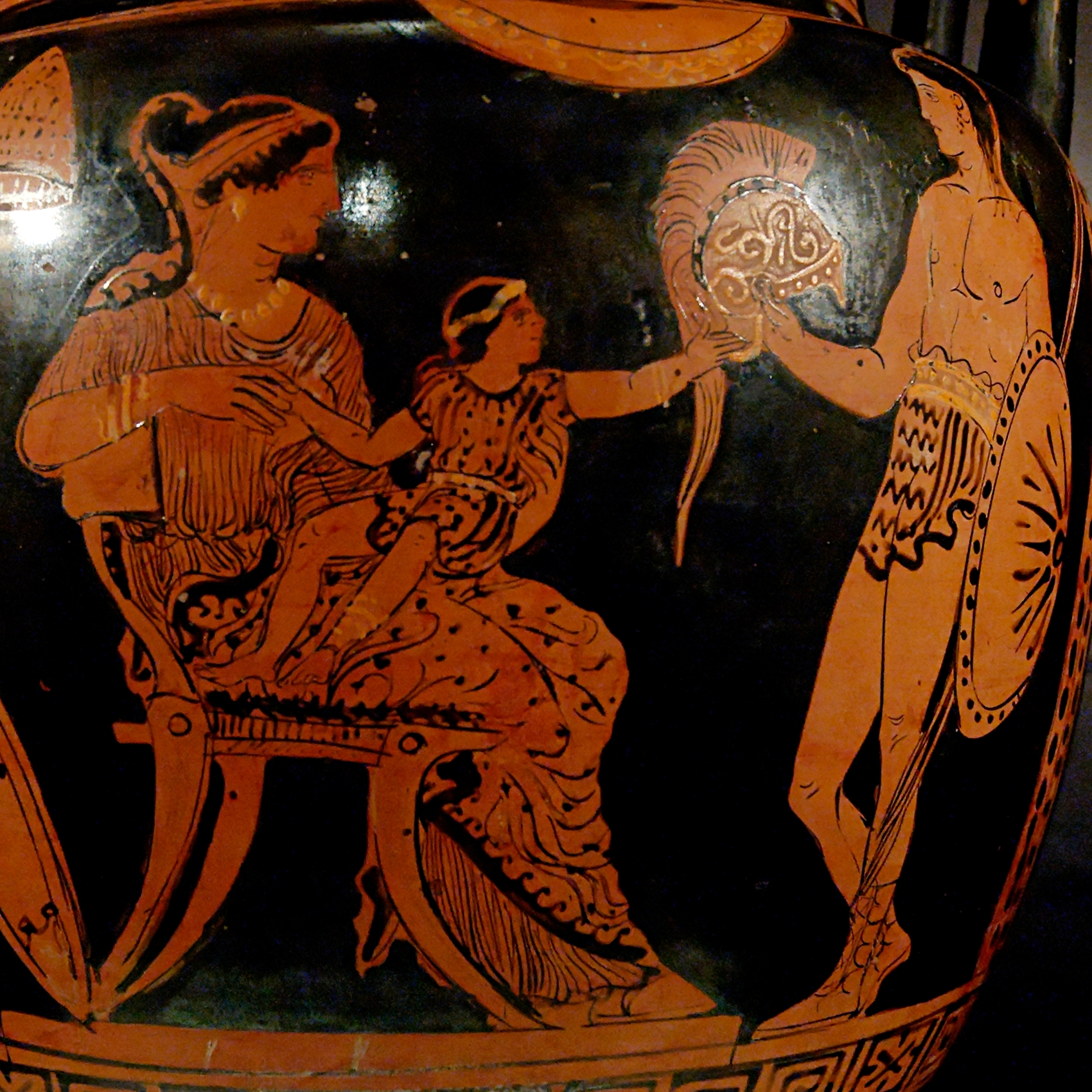
Pieza de cerámica griega de Apulia, una crátera de columnas de figuras rojas, que representa el último encuentro de Héctor con Andrómaca y Astianacte, que en este icono, a diferencia de lo que se narra en el Canto VI de la Ilíada, intenta coger el casco de su padre. Ca. 370-360 a. C. Museo Nacional del Palacio Jatta, en Ruvo di Puglia (Bari).

En la mitología griega, Astianacte es el hijo de Héctor y de Andrómaca, y nieto de Príamo, rey de Troya. Su padre le dio el nombre de Escamandrio (en griego: Σκαμάνδριος) por el río que baña Troya, pero el pueblo prefirió llamarlo Astianacte (Ἀστυάναξ, Astiánax, significa «el que reina en la ciudad», de ἄστυ, «ciudad», y ἄναξ, «rey»). 
Según las fuentes disponibles, la suerte de este hijo de Héctor y nieto de Príamo conoció versiones muy distintas.

## En la literatura greco-romana
Según la tradición del ciclo troyano, Astianacte niño murió durante el saqueo de Troya: la Pequeña Ilíada señala que Neoptólemo, hijo de Aquiles, dio muerte al infante lanzándolo desde lo alto de una torre de la ciudad para vengar la muerte de su padre y para que no llegase a ser un nuevo rey de Troya.
- Esta versión es corroborada por un pasaje de Las troyanas de Eurípides (versos 719 y sig.) donde el heraldo Taltibio revela a Andrómaca que Odiseo ha convencido al consejo para que el niño sea arrojado desde las murallas, como así ocurre.
- En la versión de Séneca de esta obra, el profeta Calcas declara que Astianacte debe ser lanzado desde las murallas para permitir vientos favorables a la flota griega (v. 365-70) pero, una vez que fue llevado a la torre, fue el propio niño quien se arrojó de las murallas (v. 1100-3).
- Ovidio, en las Metamorfosis (XIII, 415), se limita a decir que fue arrojado desde una torre de Troya.
- Otras fuentes para la historia del saqueo de Troya y la muerte de Astianacte se pueden encontrar en la Bibliotheca mitológica del Pseudo-Apolodoro, en Higino (fábula CIX) y en Trifiodoro (Ἰλίου Ἅλωσις; lat. Excidium Ilii, «La toma de Troya», 644-6). Otro de los poemas del ciclo, la Iliupersis, mencionaba que fue Odiseo quien lo mató.

Otra tradición posterior sostiene que no fue muerto durante el saqueo, sino que más adelante fundó una nueva Troya junto a su primo Ascanio, hijo de Eneas.

## En la literatura moderna

### Italia

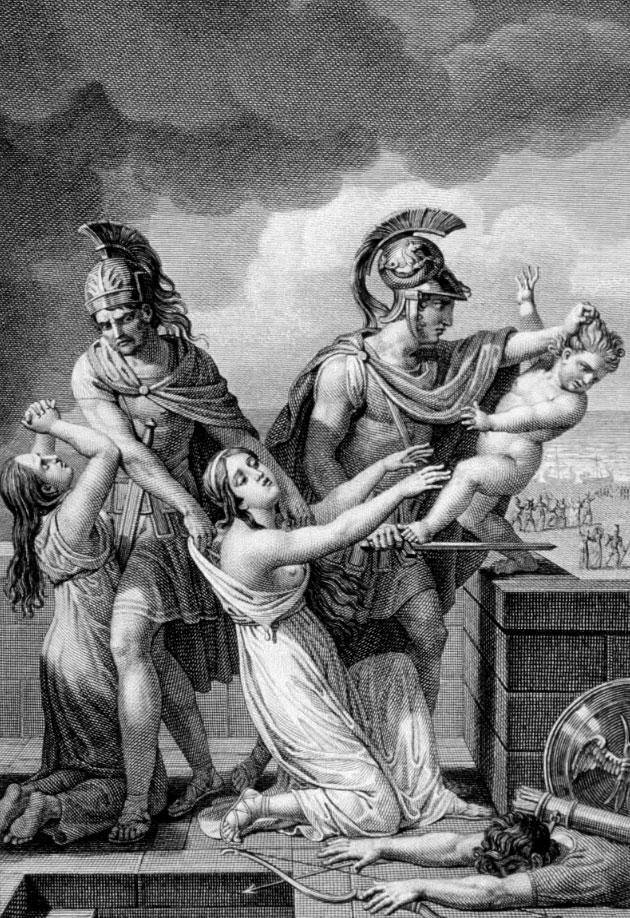
Astianacte niño es arrojado desde las murallas de Troya a manos de Neoptólemo, ante la impotencia de su madre Andrómaca.

Según el Orlando enamorado (1495), del poeta narrativo italiano Matteo Maria Boiardo (Libro III, canto V), Andrómaca habría reemplazado a Astianacte con otro niño muerto, que fue arrojado por los griegos desde las murallas en su lugar, mientras que ocultó a Astianacte en una tumba. Una vez en Sicilia, Astianacte se convirtió en gobernante de Mesina, mató al rey de los gigantes de Agrigento, llamado Agranor, y se casó con la reina de Siracusa. Fue asesinado a traición por Egisto, pero su esposa escapó a Regio y dio a luz un hijo, Polidoro, del que desciende el héroe épico Ruggiero (III, V, 18-27). 
En el Orlando furioso de Ludovico Ariosto, continuación del poema de Boiardo, Astianacte se salvó de Odiseo (XXXVI, 70) al ser sustituido por otro lactante. Astianacte llegó a Sicilia, se convirtió en rey de Mesina, y sus herederos más adelante gobernaron sobre Calabria (XXXVI,70-73). De esos gobernantes proviene el héroe Ruggiero, legendario fundador de la casa de Este.

### Francia
Una leyenda medieval que se encuentra ya en la Crónica de Fredegario hace de Astianacte un ancestro de los reyes de Francia. Reelaborada posteriormente a través de la Edad Media, narraba cómo Astianacte habría cambiado su nombre a «Francus» y cómo fue el fundador de la dinastía merovingia y, por tanto, antepasado de Carlomagno. 
Fundándose en esta leyenda, Jean Lemaire de Belges escribió Illustrations de Gaule et Singularités de Troie (1510-12), donde Astianacte sobrevive a la caída de Troya y llega a Europa occidental, cambia su nombre a Francus y se convierte en rey de la Galia céltica, fundando la dinastía de la que saldrán los reyes Pipino el Breve y Carlomagno, mientras que al mismo tiempo Bavón, primo de Príamo, llega a la ciudad de Tréveris. 
Inspirándose en esta obra, en La Franciade (1572), poema épico culto, el poeta renacentista francés Pierre de Ronsard, perteneciente a La Pléyade, imagina que Astianacte funda bajo el nombre de «Franción» el reino de Francia. El personaje reaparece aún en la tragedia de Jean Racine Andrómaca (1667).

### España
En la literatura española aparece el tema en el siglo XVIII en la exitosa tragedia de Pedro de Silva El Astianacte, ó al amor de madre no hay afecto que le iguale. También en La Andrómaca (1764), una versión muy libre de Racine que Ramón de la Cruz redujo a tres actos y fue muy reimpresa. Igualmente aparece el tema en el melodrama trágico en un acto de Comella La Andrómaca (Barcelona: Juan Francisco Piferrer, sin año).

### Grecia
Astianacte es asimismo el personaje que da título a un poema del ciclo Mythistorima de Giorgos Seferis.